# Minori Aoi
Minori Aoi (葵みのり, Aoi Minori) est une actrice de films pornographiques japonaise et un modèle de magazines pornographiques.

## Biographie et carrière

### Débuts
Minori Aoi est née à Tokyo, Japon, le 28 mars 1980. Elle s'est intéressée au tennis lorsqu'elle était au collège puis pendant ses études secondaires.
Elle commence sa carrière d'actrice du film pornographique en février 1999, à l'âge de 19 ans, lorsqu'elle paraît dans la vidéo Pure Heart (純心). Elle en retient que ce fut une expérience très pénible : « J'ai vraiment détesté ce moment-là. Je pense avoir pleuré pendant le tournage. C'est le pire des films que j'ai tourné. Ce n'est sûrement pas celui que je recommanderai à mes admirateurs ».
Dès le mois de novembre de cette même année, Aoi tourne Dreaming Sailor dont l'action se passe sur un campus ; puis I Love Big Needle au mois de janvier 2000. Elle y tient le rôle d'une infirmière abusée à la fois par les médecins avec lesquels elle travaille et les patients dont elle a la charge. Angel, est mis en vente peu après au cours du même mois. Elle paraît sous les traits d'un ange venu sur Terre pour satisfaire les désirs des mortels.
En mars 2000, Fetish Virgin IV est mis sur le marché. Également intitulé Costume Play Mania, il présente Aoi dans un film cosplay, genre très populaire au Japon.

### Le départ puis le retour au film pornographique
Décrite comme ayant « un sourire enjôleur et une magnifique peau bien blanche », Aoi devient vite une actrice adulée non seulement du public de la vidéo réservée aux adultes mais aussi des amateurs de vidéo-image, d'albums-photos et de magazines pornographiques comme Play Boy. Malgré son succès, elle entretient une attitude ambivalente avec la vidéo pornographique disant : « je n'arrive toujours pas à m'habituer de pratiquer l'acte sexuel face à la caméra. Certaines y prennent du plaisir mais je reste personnellement mal à l'aise même après quinze tournages. Certains jours je pense à laisser tomber ». Elle se retire de l'industrie de la vidéo pour adultes en 2000 mais fait une nouvelle apparition dès 2001 dans le rôle d'une femme de chambre avec Minori Aoi - Underground Job.
Son second film après son retour, Confinement (avril 2001), est un film de bondage japonais.
Jusque-là, Aoi avait surtout travaillé pour les studios Cosmo Plan. En juin 2001, Aoi réalise sa première vidéo, I Want To Fellatio pour Sexia's Try Heart. Le film est centré sur la technique de fellation d'Aoi. La version DVD de ce film comprend un instructif « How to have an orgasm » (« Comment atteindre l'orgasme »). La démonstration en est donnée par une Aoi vêtue en cheerleader.
En 2003, Aoi paraît dans le magazine de mode An An. Dès le mois de novembre 2003, Cosmo Plan réédite la filmographie de l'artiste pour cette firme en trois volumes diffusés sous un seul emboîtage.
Aoi accepte en octobre 2006 de paraître dans le cadre d'une campagne très controversée concernant la Deuxième Conférence Internationale pour la Santé dans les Villes qui a lieu en République populaire de Chine, .

## Filmographie (partielle)
| Titre du film                                                                                              | Producteur      | Réalisateur        | Parution                                  |
| --- | --------------- | ------------------ | ----------------------------------------- |
| Pure Heart 純心                                                                                            | Cosmos Plan     | Asao Takai         | 28 février 1999                           |
| Baby Kiss ベイビーキッス                                                                                   | Cosmos Plan     | Daimei Kurata      | 28 mars 1999                              |
| Dreaming Sailor 夢みるセーラー                                                                             | Cosmos Plan     | Takehiro Yasuda    | 25 avril 1999 DVD: 27 novembre 1999       |
| Angel | Cosmos Plan     | M.Bu               | 18 mai 1999                               |
| Pure Lolita Girl Fuck in World びしょ濡れアリスちゃん                                                      | Cosmos Plan     | Daimei Kurata      | 6 juin 1999                               |
| Hanjuku Tsuma 半熟妻                                                                                       | ForYou          |                    | 31 août 1999                              |
| Princess Slave 姫奴隷                                                                                      | ForYou          |                    | 22 septembre 1999                         |
| Guri Guri Manbo ぐりぐりマンボ                                                                             | ForYou          |                    | 26 octobre 1999                           |
| Loving Raw 生狂い                                                                                          | ForYou          |                    | 30 novembre 1999                          |
| Cosmos '99 DX 宇宙企画'99DX [女優編]                                                                       | Cosmos Plan     | Tomohisa Aizome    | 12 décembre 1999                          |
| Fuck Me Hard ハードコアに犯されて                                                                          | ForYou          |                    | 25 décembre 1999                          |
| I Love Big Needle ぶっとい注射がスキなのよ                                                                 | Cosmos Plan     | Taaki Kurata       | 15 janvier 2000                           |
| Blooming Girl 8 乙女ざかり8                                                                                | MAX-A           | Fuyuhiko Shimamura | 4 février 2000                            |
| Fetish Virgin IV                                                                                           | Samansa/MAX-A   | Fuyuhiko Shimamura | 6 mars 2000                               |
| Minori Aoi - Underground Job 葵みのり・裏仕事                                                              | Cosmos          |                    | 18 mars 2000                              |
| Female Ass 女尻 Mejiri                                                                                     | Alice Japan     | Ryozo Kamonohashi  | 21 avril 2000                             |
| Passionate Lip 激唇                                                                                        | Atlas21         | Kei Morikawa       | 15 mai 2000                               |
| MORE MAX III                                                                                               | MAX-A           | Max Nakamoto       | 7 juillet 2000                            |
| Secret Chest 秘蔵                                                                                          | Cosmos Plan     |                    | 30 septembre 2000                         |
| Sexy Butt CLIMAX 5th 女尻 CLIMAX 5th                                                                       | Alice Japan     |                    | 16 janvier 2001                           |
| Cosmos DX Costume Play Chapter 宇宙企画DX コスプレ編                                                       | Cosmos Plan     | The Morison        | 10 février 2001                           |
| Minori Aoi - Underground Job 葵みのり・裏仕事                                                              | Cosmos Plan     | Yusho Hagimoto     | 18 mars 2001                              |
| Confinement Game 監禁遊戯                                                                                  | Cosmos Plan     | Tetsu Kozakai      | 15 avril 2001                             |
| COSMOS Deluxe Special 7 宇宙企画DX120スペシャル7                                                           | Cosmos Plan     |                    | 26 mai 2001                               |
| I Want To Fellatio タマにはしゃぶりたい                                                                    | Try Heart/Sexia | Toyozo             | 22 juin 2001 DVD: 27 juillet 2001         |
| Love Talk 恋愛論                                                                                           | Try Heart/Sexia | Toyozo             | 20 juillet 2001 DVD : 14 septembre 2001   |
| Minori Aoi's Secret Job 葵みのり裏○仕事                                                                    | Cosmos Plan     |                    | 28 juillet 2001                           |
| AV WALKER                                                                                                  | Try Heart       | Goody              | 31 août 2001                              |
| HIME-SYA 2 姫写 2                                                                                          | Raising Company |                    | 28 septembre 2001                         |
| 女尻クライマックス ４                                                                                      |                 |                    | 2 novembre 2001                           |
| Cosmic Girl DX [FRESH ANGEL] 宇宙少女DX［FRESH ANGEL］                                                     | Cosmos Plan     |                    | 8 décembre 2001                           |
| 宇宙企画2001Final DX                                                                                       |                 |                    | 18 décembre 2001                          |
| The Bondage Game PLUS 監禁遊戯PLUS                                                                         | Cosmos Plan     |                    | 22 décembre 2001                          |
| I Wanna Suck DX タマにはしゃぶりたい DX                                                                    | Try Heart       |                    | 24 mai 2002                               |
| Costume Play Mania @ Minori Aoi コスプレマニア 葵みのり DVD containing Fetish Virgin 4 and Blooming Girl 8 | MAX-A           |                    | 19 juillet 2002                           |
| SEXIA MILK セクシア ミルク                                                                                 | Try Heart       | Hassy              | 20 septembre 2002 DVD : 27 septembre 2002 |
| Atlas Adult Actress Vol. 3                                                                                 | Atlas21         | Tsukasa Hashimoto  | 12 novembre 2002                          |
| Cosmos Debut Collection 宇宙企画Debut Collection 花                                                        | Cosmos Plan     | Toru Yamanishi     | 29 août 2003                              |
| Cosmos Memorial Minori Aoi Complete Box 宇宙企画Memorial 葵みのり Complete Box                             | Cosmos Plan     |                    | 14 novembre 2003                          |
| Cosmos Memorial Minori Aoi 1 宇宙企画Memorial 葵みのり I                                                   | Cosmos Plan     |                    | 14 novembre 2003                          |
| Cosmos Memorial Minori Aoi 2 宇宙企画Memorial 葵みのり II                                                  | Cosmos Plan     |                    | 14 novembre 2003                          |
| Cosmos Memorial Minori Aoi 3 宇宙企画Memorial 葵みのり III                                                 | Cosmos Plan     |                    | 14 novembre 2003                          |
| COSMOS Tied-up Angel DX 宇宙企画緊縛天使DX                                                                 | Cosmos Plan     | Masaru Yamanishi   | 21 septembre 2004                         |